# Marquis de Jonquière
Die Marquis de Jonquière (englisch Jonquière Marquis) sind eine kanadische Eishockeymannschaft aus dem Stadtteil Jonquière in Saguenay, Québec. Das Team spielt seit 2008 in der Ligue Nord-Américaine de Hockey.

## Geschichte
Die Mannschaft wurde 2008 unter dem Namen 98.3 FM de Saguenay als Franchise der Ligue Nord-Américaine de Hockey gegründet. Nach einem achten Platz und dem Ausscheiden im Viertelfinale der Play-offs um die Coupe Futura in seiner Premierenspielzeit, erreichte das Team in der Saison 2009/10 das Playoff-Halbfinale, in dem es gegen den späteren Meister CRS Express de Saint-Georges ausschied. Vor der Spielzeit hatte der Club aus Saguenay seinen Namen in Marquis de Saguenay geändert. Drei Jahre später änderte das Team erneut seinen Namen und benannte sich nach dem Stadtteil, in dem die Mannschaft angesiedelt ist, in Marquis de Jonquière um. Bereits in den 1950er-Jahren gab es in der Stadt eine Amateurmannschaft mit dem gleichen Namen.

## Team-Rekorde

### Karriererekorde
Spiele: 84  Mathieu Benoît
Tore: 44  Mathieu Benoît
Assists: 71  Mathieu Benoît
Punkte: 115  Mathieu Benoît
Strafminuten: 415  Dannick Lessard

## Bekannte Spieler
- Steve Brulé
- Daniel Gauthier
- David Gosselin
- Denis Hamel
- Eliezer Sherbatov
- Yannick Riendeau
- Bruno St. Jacques